# Miocyprideis timorensis
Miocyprideis timorensis is een mosselkreeftjessoort uit de familie van de Cytherideidae. De wetenschappelijke naam van de soort is voor het eerst geldig gepubliceerd in 1916 door Fyan.